# Rolf Nürnberg
Rolf Nürnberg, auch Ralph Nurnberg (* 26. August 1903 in Berlin; † 23. März 1949 in New York), war ein deutscher Journalist.

## Biographie

### Journalist in Berlin

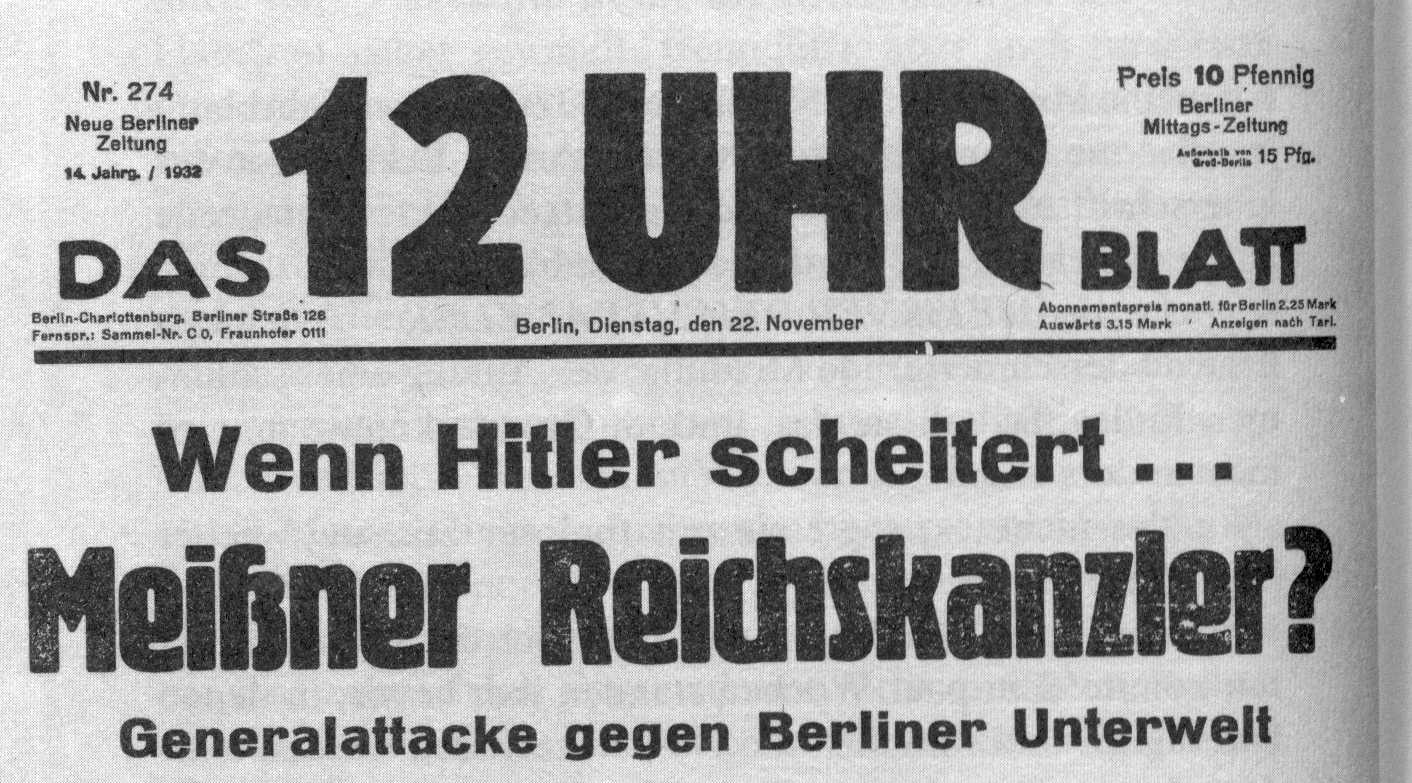
Das 12 Uhr Blatt, Titelseite am 22. November 1932

Rolf Nürnberg stammte aus vermögendem Hause und war schon vor seinem Abitur journalistisch tätig. Nach der Schule arbeitete er für die Berliner Boulevardzeitung Das 12 Uhr Blatt, die seinem Vater Ludwig Nürnberg gehörte, zunächst für die Redaktionen Sport und Theater, dann als Leiter beider Ressorts. Von 1921 bis 1922, zu Zeiten von Intendant Max Reinhardt, war er Mitglied des Verwaltungsrates des Deutschen Theaters. Im Juli 1923 gründete er mit der Das Schauspielertheater GmbH ein eigenes Theaterunternehmen.
Später wurde Nürnberg auch Herausgeber der Zeitung. Sein Mitarbeiter Curt Riess, den mit Nürnberg bis zu dessen Tod im Jahre 1949 eine komplizierte Hassliebe verband, schrieb über Das 12 Uhr Blatt: „Wir waren sehr frech und kritisch. Wir hatten vor nichts Respekt. Unsere Artikel gingen nicht auf Stelzen, wir schrieben, wie uns zumute war, nicht, wie ‚man’ schrieb, das heißt, wie die arrivierten Zeitungen es taten.“ Nürnberg, den er als „brillanten Journalisten“ bezeichnete, charakterisierte Riess so:

„Einer, den ich im Romanischen Café kennenlernte und der später in meinem Leben eine nicht unbeträchtliche Rolle spielen sollte, war ein gleichaltriger, ziemlich hässlicher junger Mensch, bebrillt und mit – für seine Jugend – erstaunlich schlechter Haltung: Rolf Nürnberg. Er besaß das, was man eine Berliner Schnauze nennt. Er war ungemein intelligent, wusste über vieles – vor allem über das Theater – erstaunlich Bescheid und war unbarmherzig kritisch, und zwar in einem so herablassenden Ton, dass man sich fragte, was er denn an Leistungen aufzuweisen habe, das ihn zu solcher Arroganz berechtigte, es sei denn sein schwerreicher Vater und die Aussicht auf ein großes Vermögen, hinterlassen von seinem Onkel, das ihm mit Vollendung seines einundzwanzigsten Jahres zur Verfügung stehen würde. […]. Sein Einfluß auf mich […] war ein durchaus negativer. Ich wurde, wenn möglich, noch arroganter als er […].“

Nürnberg gehörte in Berlin – wie auch Paul Nikolaus, Willy Prager, Max Hansen, Peter Lorre, Theo Körner, Paul Morgan, Werner Finck und andere – zu einer Stammtischrunde aus Künstlern und Journalisten im bekannten Café Wien am Kurfürstendamm. Am 27. Januar 1929 nahm er an einem Rundfunkgespräch mit Bertolt Brecht und Meils zum Thema Abendunterhaltung. Über die Bedeutung des Sports teil.
1932 reiste er mit einer Gruppe deutscher Journalisten nach Los Angeles, die vor Ort über das Abschneiden der deutschen Mannschaft bei den Olympischen Spielen berichtete. Er begleitete Max Schmeling, dessen boxerische Fähigkeiten er zuvor scharfzüngig kritisiert hatte, auf dessen US-Tourneen. Für das 12-Uhr-Blatt verfasste er unter dem Pseudonym  Adam Judge den Artikel „Max Schmeling. Der Roman unserer Tage“ und später die Biografie Max Schmeling, Die Geschichte einer Karriere in Buchform. „Sie war im besten Reportagestil der Zwanziger Jahre geschrieben, und sie hatte außerdem den Vorzug, nur eine Mark zu kosten.“ Nürnberg beschrieb darin Details auch von Schmelings Liebesleben, die dieser in seiner zwei Jahre zuvor erschienenen Autobiografie unerwähnt gelassen hatte, weil sie dem von seinem Manager Joe Jacobs aufgebauten „sauberen“ Image des deutschen Boxers widersprachen. Daraufhin entzweiten sich Schmeling und Nürnberg, und Schmeling bezeichnete Nürnberg fortan als seinen „Todfeind“. Später schrieb Schmeling jedoch, Nürnberg habe ihm nach seinem Sieg gegen Joe Louis 1936 ein versöhnliches Telegramm geschickt, „das mich mehr freute als alle anderen“.

### Emigration in die USA
Nach der „Machtergreifung“ durch die Nationalsozialisten „legte“ Nürnberg, der jüdischer Herkunft war, seine Posten beim 12-Uhr-Blatt „nieder“, nachdem er einen „diesbezüglichen Tip“ erhalten habe. Im Klartext: Er wurde – obwohl Mitbesitzer der Zeitung – gezwungen, die Redaktion sofort zu verlassen, und erhielt Berufsverbot. Sein letzter Artikel erschien am 1. April 1933. Sein Buch über Schmeling, in dem es auch kritische Passagen zu politischen Themen gab, wurde von den Nazis verboten, „weil in dem Buch der Führer verächtlich gemacht wird“, so die offizielle Begründung. Höchstwahrscheinlich 1937 emigrierte Nürnberg endgültig in die Vereinigten Staaten, nachdem er zuvor schon mehrfach zwischen Berlin und New York hin- und hergereist war. Er lebte dort zunächst in begüterten Verhältnissen, da sein Vater frühzeitig Gelder auf Konten in den USA transferiert hatte, und gab die Hollywood Tribune heraus, 1936 sicherte er durch die Zahlung der fälligen Gebühr den Erhalt des Grabes der Schauspielerin Annie Kalmar auf dem Hamburger Friedhof Ohlsdorf.
Im Frühjahr 1938 reiste Nürnberg nochmals nach Deutschland, als Emissär von Thomas Mann mit einem tschechoslowakischen Diplomatenpass, der zu diesem Zeitpunkt Staatsbürger dieses Landes war. Mit einer von Mann ausgestatteten Vollmacht sollte er sich dessen Manuskripte und private Papiere, die der Münchener Rechtsanwalt Valentin Heins zu treuen Händen aufbewahrte, ausfolgen lassen, damit er sie als Kuriergepäck sicher außer Landes bringen könne. Heins verweigerte jedoch die Herausgabe der Dokumente, weil, wie er später erklärte, er der Gestapo trotz mehrfacher Aufforderung den Besitz dieser Dokumente verschwiegen hatte: „Dieses Aufbewahren war sehr gefährlich für mich.“ Er habe zuvor gehört, dass die Gestapo das Kuriergepäck ausländischer Diplomaten nicht achte und aufbreche. Deshalb habe er den Besitz der Dokumente Nürnberg gegenüber leugnen müssen.
1940 engagierte sich Rolf Nürnberg im Wahlkampf von Franklin D. Roosevelt, indem er Wahlkampfreden auf Deutsch in North und South Dakota hielt. Beruflich konnte er jedoch nicht Fuß fassen, da er zwar zahlreiche persönliche Beziehungen zu prominenten deutschen Emigranten (darunter Fritz Lang, Billy Wilder, Mitglieder der Familie Mann und Marlene Dietrich) pflegte, aber nur sehr schlecht Englisch sprach. Zudem war er, so Riess, „ein auf den Westen Berlins ausgerichteter Zeitungsmann“. Von seinen intellektuellen deutschen Freunden wurde er jedoch durchaus geschätzt: So gehörte er zu einem Gesprächskreis aus Theodor W. Adorno, Max Horkheimer, Friedrich Pollock, Herbert und Ludwig Marcuse sowie Günther Anders, der 1942 in Los Angeles ein Papier von Ludwig Marcuse über Friedrich Nietzsche diskutierte.
Nach den Erinnerungen von Riess soll Nürnberg nicht nur mit seinem eigenen Geld, sondern auch mit dem anderer spekuliert und große Verluste gemacht haben. Von 1942 bis 1949 lebte er in New York, wo er zeitweilig als Zeitungsverkäufer und als Journalist für die Zeitungen Aufbau, New Yorker Staats-Zeitung und Austro American Tribune sowie als Korrespondent für die Schweizer Zeitung Die Tat arbeitete. Als Autor und Journalist nannte er sich Ralph Nurnberg. 1940 wurde ihm seine deutsche Staatsbürgerschaft aberkannt, nachdem das deutsche Konsulat in Los Angeles an das Auswärtige Amt in Berlin berichtet hatte: „An der Hetze gegen das Dritte Reich beteiligt sich intensiv ein gewisser aus Deutschland stammender Jude, der hier unter dem Namen Ralph Nurnberg auftritt. Er soll identisch sein mit einem gewissen Rolf Nuernberg, der frueher am ›neuen Berliner 12 Uhr Blatt‹ taetig war. Insbesondere wird er mir als die treibende Kraft hinter der bekanntlich deutschfeindlichen ›Hollywood Tribune‹ bezeichnet.“ Laut der Aussage von Riess soll er niemals die US-amerikanische Staatsbürgerschaft erhalten haben, wie Nürnberg selbst behauptete, sondern sich lediglich mit einem (inzwischen abgelaufenen) Besuchervisum illegal in den USA aufgehalten haben. 1945 erschien sein Buch The Fighting Jew, um anhand historischer Fakten mit dem Vorurteil vermeintlicher Feigheit von jüdischen Menschen aufzuräumen.
In diesen Jahren begann er, Drogen, vor allem Benzedrin, zu nehmen, was bei ihm zu Wahnvorstellungen führte, so dass er schließlich auf Initiative von Riess und seiner damaligen Ehefrau Ilse in eine Klinik eingeliefert wurde. Finanziell war er zu diesem Zeitpunkt ruiniert, die Ehe wurde (wahrscheinlich 1948) geschieden. Im März 1949 starb Rolf Nürnberg – während seine zweite Frau Maria als Chormitglied der Metropolitan Opera auf Tournee war – im Alter von 45 Jahren an einem Herzanfall.

## Familie
Rolf Nürnberg war ein Sohn von Ludwig Nürnberg, der im Berliner Adressbuch von 1933 als Kaufmann verzeichnet ist. Die Familie besaß ein großes Haus in der Tauentzienstraße Nr. 13a und war für ihre Gesellschaften und Empfänge in Berlin bekannt; in diesem Haus, vor dem heute Stolpersteine zur Erinnerung an die ermordete jüdische Nachbarsfamilie Hahn liegen, lebte auch der Sohn. Nach 1933 emigrierte der Vater mit seiner Frau und seinen Töchtern nach Südamerika, wo er 1953 seinen 90. Geburtstag in Buenos Aires feierte. Rolf Nürnberg war in erster Ehe mit Ilse Posnanski verheiratet, der geschiedenen Ehefrau von Curt Riess, der in seinen Erinnerungen berichtet, dass sich die beiden zum Zeitpunkt der Eheschließung von Riess und Posnanski nicht ausstehen konnten. In zweiter Ehe war Nürnberg ab 1948 mit der Sängerin und gebürtigen Berlinerin Maria Avellis Lebeis verheiratet.

## Publikationen

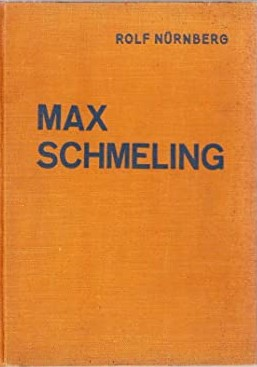
Max Schmeling (1932)

- Max Schmeling. Geschichte einer Karriere. Großberliner Druckerei für Presse und Buchverlag. Berlin 1932
- Lindbergh. Hauptmann in Amerika. Verlag Dr. Rolf Passer. Leipzig/Wien 1936
- (als Ralph Nunberg) Franklin D. Roosevelt. Hollywood 1942
- (als Ralph Nunberg) The Fighting Jew. Creative Age Pres. New York 1945. Mit einem Vorwort von Curt Riess